# Biblia Hebraica Stuttgartensia
Die Biblia Hebraica Stuttgartensia (BHS) ist eine diplomatische Ausgabe des Masoretischen Textes der Hebräischen Bibel auf der Grundlage des Codex Leningradensis (Handschrift L) mit masoretischen Randnoten und textkritischem Apparat. Sie wird von der Deutschen Bibelgesellschaft in Stuttgart herausgegeben.

## Geschichte der Veröffentlichungen
Die BHS steht, wie aus dem Titelblatt ersichtlich, in der Tradition der Biblia Hebraica (Kittel). Obwohl einige Bücher in BHK3 und BHS von den gleichen Wissenschaftlern bearbeitet wurden, ist der textkritische Apparat vollständig neu bearbeitet worden. Die BHS erschien von 1968 bis 1976 zunächst in Einzellieferungen, 1977 erstmals in einem Band. Die fünfte und letzte verbesserte Auflage der BHS erschien 1997 und wird seither unverändert nachgedruckt. Seit 2004 erscheint daneben, zunächst wiederum in Einzellieferungen, die Fortführung als Biblia Hebraica Quinta (BHQ).
Grundlage für Text und Masora der BHS ist, wie in BHK3 und BHQ, der Codex Leningradensis (L). Im Haupttext gibt es deshalb nur minimale Unterschiede zwischen den drei Ausgaben. Für die Behandlung der Masora der Handschrift gelten dagegen in der BHS, ihrer Vorgänger- und ihrer Nachfolgerausgabe jeweils unterschiedliche Prinzipien, was erhebliche Differenzen in diesem Bereich zur Folge hat.

## Inhalt
Der Text der BHS ist eine diplomatische Ausgabe des masoretischen Textes, wie er im Codex Leningradensis zu finden ist. Allerdings wurde die Anordnung der biblischen Bücher in einem Fall zugunsten der traditionellen Anordnung in den älteren Druckausgaben verändert: Die Chronik steht im Codex Leningradensis am Anfang der Ketuvim, vor den Psalmen, in der BHS aber am Ende der Ketuvim und damit am Ende des Tanach.
Die BHS beinhaltet alle Bücher des Tanach: Tora (תורה ‚Weisung, Lehre‘), Nevi’im (נבאים ‚Propheten‘) und Ketuvim (כתבים ‚Schriften‘) und ist damit im Umfang identisch mit dem christlichen Alten Testament in den meisten evangelischen Bibeln (d. h., ohne deuterokanonische Schriften).
Am Rand des eigentlichen hebräischen Bibeltextes findet sich die Masora Parva. Dabei handelt es sich um Randnotizen, wie sie auch an den Seitenrändern und Kolumnenzwischenräumen der Handschriften des Masoretischen Textes üblich waren und deren Zweck darin bestand, seltenere Schreibweisen, Formen und Wortverbindungen zu markieren, um sie vor versehentlichen Abschreibfehlern zu schützen. Die Masora Parva der BHS basiert auf dem Codex Leningradensis, wurde aber von Gérard E. Weil überarbeitet, um sie einfacher verstehen zu können und eine Einheitlichkeit herzustellen. Es gibt Veröffentlichungen, die speziell die Masoretischen Notizen analysieren und erläutern. Dies betrifft sowohl die Masora Parva, die an den äußeren Seitenrändern der BHS abgedruckt ist, als auch die Listen der Masora Magna, die im Codex Leningradensis auf die oberen und unteren Seitenränder verteilt sind. Diese wurden von Gérard Weil in einem eigenen Band publiziert und mit Nummern versehen, auf die über einen eigenen Masora-Apparat unmittelbar unter dem Text jeweils verwiesen wird.
Als Weil die Masorah des Codex Leningradensis für die Biblia Hebraica Stuttgartensia (BHS) bearbeitete, markierte er bestimmte Notierungen der Masora Parva mit „Sub Loco“. Man nennt die betreffenden masoretischen Notierungen seither auch Sub Loco Notes. Weil wollte diese Notierungen untersuchen und veröffentlichen, wozu es aber nie kam. Eine Untersuchung liegt inzwischen von Mynatt, 1994, vor.
Der eigentliche textkritische Apparat des Werkes weist Varianten innerhalb und außerhalb der masoretischen Textüberlieferung aus und schlägt Verbesserungen des Textes vor. Dabei werden unter anderem Lesarten des Samaritanischen Pentateuch, der Qumranhandschriften sowie früher Bibelübersetzungen, vor allem der Septuaginta, der Vulgata, der Peschitta und der Targumim, einbezogen.
Eine Beilage zur Biblia Hebraica Stuttgartensia ist die Tabula accentuum.

## BHS-Einzelhefte (Faszikel) und Bearbeiter
Die 24 Bücher der Hebräischen Bibel wurden von 1968 bis 1976 zunächst in 15 Faszikeln veröffentlicht, nachzulesen auf der lateinischen Impressumseite (II) des Buches:
|     | Faszikel                                 | Bearbeiter                  | Veröffentlichung    |
| --- | ---------------------------------------- | --------------------------- | ------------------- |
| 01  | Liber Geneseos                           | Otto Eißfeldt               | 1969 (Faszikel 1)   |
| 02f | Liber Exodi et Levitici                  | Gottfried Quell             | 1973 (Faszikel 2)   |
| 04  | Liber Numerorum                          | Wilhelm Rudolph             | 1972 (Faszikel 3a)  |
| 05  | Liber Deuteronomii                       | Johannes Hempel             | 1972 (Faszikel 3b)  |
| 06f | Libri Josuae et Judicum                  | Rudolf Meyer                | 1972 (Faszikel 4)   |
| 08  | Liber Samuelis                           | Pieter Arie Hendrik de Boer | 1976 (Faszikel 5)   |
| 09  | Liber Regum                              | Alfred Jepsen               | 1974 (Faszikel 6)   |
| 10  | Liber Jesaiae                            | David Winton Thomas         | 1968 (Faszikel 7)   |
| 11  | Liber Jeremiae                           | Wilhelm Rudolph             | 1970 (Faszikel 8)   |
| 12  | Liber Ezechielis                         | Karl Elliger                | 1971 (Faszikel 9)   |
| 13  | Liber XII Prophetarum                    | Karl Elliger                | 1970 (Faszikel 10)  |
| 14  | Liber Psalmorum                          | Hans Bardtke                | 1969 (Faszikel 11)  |
| 15  | Liber Iob                                | Gillis Gerleman             | 1974 (Faszikel 12a) |
| 16  | Liber Proverbiorum                       | Johannes Fichtner           | 1974 (Faszikel 12b) |
| 17  | Liber Ruth                               | Theodore Henry Robinson     | 1975 (Faszikel 13a) |
| 18f | Libri Cantici Canticorum et Ecclesiastes | Friedrich Horst             | 1975 (Faszikel 13b) |
| 20  | Liber Threnorum                          | Theodore Henry Robinson     | 1975 (Faszikel 13c) |
| 21  | Liber Esther                             | Fritz Maass                 | 1975 (Faszikel 13d) |
| 22  | Liber Danielis                           | Walter Baumgartner          | 1976 (Faszikel 14a) |
| 23  | Libri Esrae et Nehemiae                  | Wilhelm Rudolph             | 1976 (Faszikel 14b) |
| 24  | Libri Chronicorum                        | Wilhelm Rudolph             | 1975 (Faszikel 15)  |

Einige Faszikel erschienen erst im Druck, nachdem ihre Bearbeiter längst verstorben waren. Die Bearbeitung der Masoretischen Randnotizen innerhalb der Biblia Hebraica Stuttgartensia war bei allen vorhandenen Auflagen das Vorrecht von Gérard E. Weil, der sich spätestens 1971 mit seiner Massorah Gedolah iuxta codicem Leningradensem B 19 a, am Pontificio Istituto Biblico, einen einzigartigen Ruf betreffend seiner Expertise in Bezug auf die Masora gemacht hat.

## Anordnung der Bücher
Die Reihenfolge der biblischen Bücher folgt im Allgemeinen der Handschrift L, auch für die Ketuvim (כתבים ‚Schriften‘). Diese Reihenfolge unterscheidet sich in mehreren Punkten von den meisten älteren Bibeldrucken. So findet sich das Buch Hiob in der Handschrift L nach den Psalmen, aber vor den Sprüchen. Außerdem stehen die Bücher der Megillot in der unten angegebenen „historischen“ Reihenfolge, mit Ruth am Anfang, gegen die „liturgische“ Reihenfolge, in der das Hohelied am Anfang steht. In einem Punkt haben sich die Herausgeber der BHS allerdings für die Reihenfolge der älteren Bibeldrucke und gegen die Handschrift entschieden: Im Codex Leningradensis steht, wie im Codex von Aleppo, die Chronik am Anfang der Ketuvim, vor den Psalmen, in der BHS aber am Ende, nach Esra(–Nehemia).
Die Tora:
1. Genesis [בראשית Bereschit] („Im Anfang“)
2. Exodus [שמות Schemot] („Namen“)
3. Leviticus [ויקרא Vayyikra] („Und er rief“)
4. Numeri [במדבר Bamidbar] („In der Wüste“)
5. Deuteronomium [דברים Devarim] („Worte“)
Die Nevi’im:
6. Josua [יהושע Yehoschua‛]
7. Richter [שופטים Schofetim]
8. Samuel (I & II) [שמואל Schemuel]
9. 1. Könige & 2. Könige [מלכים Melakhim]
10. Jesaja [ישעיהו Yescha‛yahu]
11. Jeremia [ירמיהו Yirmeyahu]
12. Ezechiel [יחזקאל Yekhezq’el]
13. Zwölfprophetenbuch [תרי עשר Tere ‛asar]
a. Hosea [הושע Hoschea‛]
b. Joel [יואל Yo’el]
c. Amos [עמוס ‛Amos]
d. Obadja [עבדיה ‛Ovadya]
e. Jona [יונה Yona]
f. Micha [מיכה Mikha]
g. Nahum [נחום Nakhum]
h. Habakuk [חבקוק Khavaquq]
i. Zefanja [צפניה Tsephanya]
j. Haggai [חגי Khaggai]
k. Sacharja [זכריה Zekharya]
l. Maleachi [מלאכי Mal’akhi]
Die Ketuvim
Die poetischen Bücher / Sifrei Emet:
14. Psalmen [תהלים Tehillim]
15. Ijob [איוב ’Iyov]
16. Sprüche [משלי Mischle]
Die fünf Megillot oder „Fünf Schriftrollen“:
17. Ruth [רות Ruth]
18. Hoheslied [שיר השירים Schir Haschirim]
19. Prediger [קהלת Qoheleth]
20. Klagelieder [איכה Ekhah]
21. Esther [אסתר Esther]
Die übrigen Bücher oder Schriftrollen:
22. Daniel [דניאל Dani’el]
23. Esra–Nehemiah [עזרא ונחמיה ‛Ezra’ veNekhemiah]
24. 1. Chronik & 2. Chronik [דברי הימים Diverei Hayamim]